# Đau thắt ngực
Đau thắt ngực là một triệu chứng hay bệnh với biểu hiện là cảm giác đau ở giữa ngực thường là do tắc ngẽn lưu thông mạch máu gây thiếu máu cục bộ ở cơ tim hoặc do sự co thắt của động mạch vành. Trong khi cơn đau thắt ngực có thể xuất phát từ thiếu máu, loạn nhịp tim và suy tim, nguyên nhân chính của nó là bệnh động mạch vành, xơ vữa động mạch, ảnh hưởng đến các động mạch nuôi dưỡng tim.Thuật ngữ này xuất phát từ tiếng Latin angere ("bóp nghẹt") và pectus ("ngực"), và do đó có thể được dịch là "một cảm giác bóp nghẹt trong lồng ngực".
Có một mối quan hệ lỏng lẻo giữa mức độ nghiêm trọng của cơn đau và mức độ thiếu oxy ở cơ tim (ví dụ, có thể có cơn đau nghiêm trọng với ít hoặc không có nguy cơ nhồi máu cơ tim và nhồi máu cơ tim có thể xảy ra mà không đau.Trong một số trường hợp, đau thắt ngực có thể khá nặng, trong những năm đầu thế kỷ 20 này đã được biết đến là một tín hiệu của sắp chết. Tuy nhiên, với phương pháp điều trị y tế hiện tại, triển vọng đã được cải thiện đáng kể. Những người có độ tuổi trung bình 62, những người có độ nghiêm trọng của đau thắt ngực II, III và I có tỷ lệ tử vong 5 năm khoảng 8%.

## Phân loại

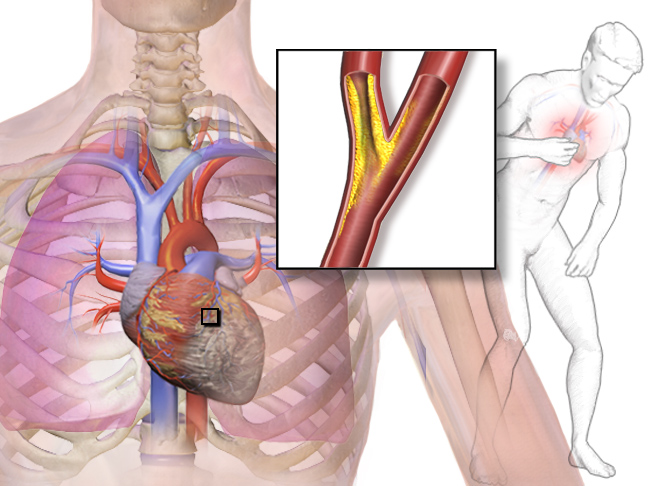
Minh họa cơn đau thắt ngực

### Cơn đau thắt ngực ổn định
Thường xảy ra khi gắng sức và giảm đi khi bệnh nhân được nghỉ ngơi, nên người ta gọi là cơn đau thắt ngực ổn định, nó thường tự hết từ 1-5 phút sau khi ngừng gắng sức. Đôi khi nó có thể thầm lặng (không đau hoặc đau ngực không điển hình) gọi là thiếu máu cơ tim thầm lặng.
Bệnh nhân có cảm giác bó chặt, thắt nghẹt, đè ép hay đôi khi chỉ là cảm giác khó chịu trong ngực, có thể kèm theo khó thở. Đau có thể lan lên cổ, ra hàm, ra cánh tay, thường gặp nhất là lan ra bên trái. Đôi khi đau ở vùng thượng vị. Có trường hợp đau lan ra sau lưng, đau vùng cột sống làm người bệnh tưởng lầm là đau do thoái hóa cột sống thắt lưng.
Đau thường ở vùng giữa ngực, sau xương ức hay vùng trước tim.

### Cơn đau thắt ngực không ổn định
Bệnh nhân có cảm giác đau ngực rất khác nhau giữa các cá thể. Nhiều bệnh nhân nhập viện không phải vì đau thắt ngực mà chỉ vì cảm giác khó chịu ở trong ngực. Cơn đau thường kéo dài hơn 20 phút, có thể trội lên hay thuyên giảm đi từng lúc. Cơn đau thường xuất hiện khi nghỉ hay gắng sức nhẹ. Có thể kèm theo các triệu chứng khác như buồn nôn, nôn, vã mồ hôi, mệt mỏi không giải thích được. Người già, đặc biệt là phụ nữ lớn tuổi, bệnh nhân bị tiểu đường có thể bị đau thắt ngực không ổn định mà không có triệu chứng đau ngực.
Đau thường xuất hiện sau xương ức hay vùng trước tim, có thể lan ra vùng cổ, hàm, vùng liên bả vai, chi trên, vùng thượng vị

## Nguyên nhân
- Tuổi: Tuổi càng cao càng có nhiều nguy cơ bị bệnh mạch vành
- Nữ giới: Nữ giới có nguy cơ mắc bệnh mạch vành cao hơn sau khi mãn kinh
- Tiền sử gia đình: Nếu bố mẹ, anh chị, ông bà bị các tai biến tim mạch khi còn tương đối trẻ (nam <55, nữa <65 tuổi) thì bạn có nguy cơ bị bệnh mạch vành cao hơn.
- Hút thuốc lá: hút thuốc làm tăng nguy cơ mắc bệnh mạch vành tăng lên gấp 2 lần, nguy cơ sẽ giảm dần khi ngừng hút thuốc lá
- Lối sống ít vận động ảnh hưởng không tốt một cách toàn diện đến cơ thể trong đó có giảm chất lượng thành mạch nói chung, động mạch vành nói riêng
- Tăng huyết áp, tiểu đường, béo phì, rối loạn mỡ máu cũng là những nguyên nhân gây ra đau thắt ngực ổn định
- Uống quá nhiều rượu bia cũng là một nguyên nhân quan trọng gây ra nhồi máu cơ tim, làm xuất hiện những cơn đau thắt ngực ổn định

## Xử trí
Nếu có sẵn thuốc trong người thì dùng ngay Nitroglycerin 0,5-0,75 mg, 1 viên ngậm dưới lưỡi là thuốc làm giảm nhu cầu về oxy của cơ tim, cắt cơn đau từ 30 giây đến 1-2 phút, kéo dài 30 phút.
Có thể dùng dạng xịt bơm vào dưới lưỡi 2 lần, hoặc dạng ống 1ml chứa 3 giọt chỉ cần bẻ 1 ống cho bọc vào miếng gạc để ngửi, hoặc loại dán như dán cao vào vùng tim.
Nếu không có thuốc trong người:
Khi cơn đau xảy ra, người bệnh nên ngồi xuống tại một nơi gần nhất và có chỗ tựa lưng và đầu để dễ thư giãn. Buông lỏng phần vai và cánh tay. Tập trung sự chú ý vào hơi thở. Hít nhẹ vào bằng mũi xuống bụng dưới. Trong khi cơn đau xảy ra, sự nghỉ ngơi tuyệt đối là cần thiết. Do đó, chỉ cần hít vào bình thường, không cố hít sâu, không hít cố, không nín hơi để không gây ra sự căng cơ và không làm tim bị mệt thêm. Nhắm mắt lại và thở ra từ từ, chậm, nhẹ và đều. Hơi từ từ thoát ra khỏi miệng một cách tự nhiên như một quả bóng bị xì hơi, không được cố sức hay kìm nén. Trong khi thở ra, miệng ngân nhẹ âm "A" cho đến cuối hơi. Lặp lại cho đến khi cơn đau dịu di hoặc biến mất.
Thường chỉ cần vài phút là có thể thấy được hiệu quả. Ở mỗi hơi thở, âm A chỉ phát ra một lần và ngân dài cho đến cuối hơi. Trong lúc thở ra, miệng và môi hé mở để phát ra âm A. Chỉ phát bằng ý niệm mà không phát ra thành tiếng sao cho chỉ có sự rung động trong cổ họng mà không nhất thiết phải có âm thanh phát ra ngoài.
Đây là cách thở theo khí công, có tác dụng ôn dương thông mạch, khai thông sự tắc nghẽn và điều chỉnh khí hoá của tim hoặc tâm mạch. Những rung động do âm A gây ra sẽ kích hoạt huyệt Cưu vỉ ở dưới đầu xương ức khoảng nửa thốn để giải toả sự uất trệ cục bộ ở vùng tim. Ngoài ra, sự phối hợp giữa việc quán hơi thở, niệm một từ liên tục và kéo dài hơi thở ở thì thở ra nhằm nhanh chóng tạo ra những đáp ứng thư giãn để cải thiện khí hóa và phục hồi sức khoẻ.
Mặt khác, chú tâm vào hơi thở hoặc nhẩm niệm liên tục một từ hoặc một câu ngắn là những phương pháp hành thiền đơn giản nhất. Thiền có thể tạo ra những đáp ứng thư giãn có thể giúp điều hoà nhịp tim, giảm căng cơ, giãn mạch và giảm chuyển hoá. Ở bệnh đau thắt ngực, một mặt thiền có thể làm điều hoà cảm xúc, cải thiện lưu thông khí huyết, mặt khác có thể giúp làm giảm nhu cầu dưỡng khí đang cấp thiết tại cơ tim.
Đừng quên gọi người trợ giúp ngay khi có thể

## Điều trị và dự phòng
Điều trị và dự phòng đau thắt ngực là một bài toán tổng thể, không thể chỉ dùng một biện pháp đơn độc để giải quyết triệt để căn bệnh này trong một sớm một chiều được. Tuy nhiên, một điều may mắn là có rất nhiều thuốc để điều trị cũng như dự phòng căn bệnh này. Bên cạnh đó cũng cần 1 chế độ ăn uống, sinh hoạt luyện tập, cụ thể như sau:
- Sử dụng thường xuyên các thuốc điều trị bệnh tim mạch,tiểu đường, mỡ máu, huyết áp,... nếu có mắc những bệnh này
- Chế độ ăn ít cholesterol, đặc biệt là cholesterol bão hòa thường có nhiều trong mỡ động vật, nên ăn nhiều thức ăn có nguồn gốc thực vật, các loại hoa quả có nhiều vitamin, khoáng chất và các chất chống oxy hóa
- Người bệnh tim mạch nên ăn nhạt
- Không hút thuốc lá, hạn chế sử dụng các chất kích thích như rượu, bia, cafe,...
- Tập thể dục nhẹ, đặc biệt là đi bộ rất có ích cho người bệnh
- Cố gắng chọn lựa một công việc phù hợp với thể lực của mình
- Y học cổ truyền đã khẳng định, nóng giận hại tim, do đó người bệnh nên hạn chế những cảm xúc quá mạnh đột ngột